# 四眼井 (鄂州市)
四眼井，即古寿井，是位于鄂州市鄂城区鼓楼街道老城区的四口古井，年代为宋至明清。为南宋嘉定年间县尉邹应博所修，有四个铁盖，周围有莲子形铁栏。元朝至正时监邑达噜噶齐铁山、知县王文贲曾修有井亭，后被毁。四眼井之水清冽甘甜，传说中武昌酒即是以井水酿成。

## 文物保护情况
1984年被鄂州市人民政府列为鄂州市文物保护单位；2008年3月27日，被湖北省人民政府列入第五批湖北省文物保护单位。
其保护范围为：自井台周边向外延伸，东、南面各向外延伸5米。
其建设控制地带为：自保护范围向外延伸，西面至古楼街道路中线，北面至十字街道路中线，东、南面至五层楼外墙。